# Copa Libertadores 2008
La Copa Libertadores 2008 fou la quaranta-novena edició del torneig. Hi participaren trenta-vuit equips d'onze països: Argentina, Bolívia, Brasil, Xile, Colòmbia, Equador, Mèxic, Paraguai, Perú, Uruguai i Veneçuela.
El guanyador representaria l'Amèrica del Sud al Mundial de Clubs 2008 (mentre no sigui un club convidat) i obtindria un lloc a la Recopa contra el campió de la Copa Sudamericana 2008.
A partir d'aquesta edició la competició passarà a anomenar-se Copa Santander Libertadores, després de la negociació d'un nou patrocinador i la CONMEBOL.

## Equips participants
| Argentina 5 equips + campió vigent |  | Boca Juniors Estudiantes San Lorenzo River Plate Arsenal de Sarandí Lanús |  | Campió de la Copa Libertadores 2007 i 1r puntuatge de la temporada 2006/2007 Campió del Torneig Apertura 2006 Campió del Torneig Clausura 2007 4t major puntuatge acumulat de la temporada 2006/2007 5è major puntuatge acumulat de la temporada 2006/2007 6è major puntuatge acumulat de la temporada 2006/2007 |
| Bolívia 3 equips                   |  | Real Potosí San José La Paz FC                                            |  | Campió del Torneig Apertura 2007 Campió del Torneig Clausura 2007 Guanyador de l'eliminatòria entre els subcampions de la temporada. |
| Brasil 5 equips                    |  | Fluminense São Paulo FC Santos FC Flamengo Cruzeiro                       |  | Campió de la Copa de Brasil 2007 Campió del Campionat Brasiler de 2007 2n lloc del Campionat Brasiler de 2007. 3r lloc del Campionat Brasiler de 2007 4t lloc del Campionat Brasiler de 2007. |
| Xile 3 equips                      |  | Colo-Colo Universidad Católica Audax Italiano                             |  | Campió del Torneo de Apertura i Clausura 2007 Subcampió amb major puntuatge acumulat de la fase regular de la temporada 2007 Major puntuatge acumulat de la fase regular de la temporada 2007. |
| Colòmbia 3 equips                  |  | Atlético Nacional Cúcuta Deportivo Boyacá Chicó                           |  | Campió del Apertura 2n major puntuatge de la temporada 2007 3r major puntuatge de la temporada 2007. |
| Equador 3 equips                   |  | Liga de Quito Deportivo Cuenca Olmedo                                     |  | Campió del Campionat Equatorià 2007 2n lloc en el Campionat Equatorià 2007. 3r lloc en el Campionat Equatorià 2007. |
| Mèxic 3 convidats (CONCACAF)       |  | Chivas América Atlas                                                      |  | Campió de l'Apertura 2006 Guanyador del Torneig InterLiga 2008. 2n lloc del Torneig InterLiga 2008. |
| Paraguai 3 equips                  |  | Sportivo Luqueño Libertad Cerro Porteño                                   |  | Campió del Torneig Apertura 2007 Campió del Torneig Clausura 2007 Major puntuatge de la temporada 2007. |
| Perú 3 equips                      |  | Universidad San Martín Coronel Bolognesi Cienciano                        |  | Campió del Torneig Apertura 2007 Campió del Torneig Clausura 2007 Major puntuatge de la temporada 2007. |
| Uruguai 3 equips                   |  | Danubio Nacional Montevideo Wanderers                                     |  | Campió de la Temporada 2006/2007 Guanyador de la Liguilla Pre-Libertadores 2007 2n lloc de la Liguilla Pre-Libertadores 2007 |
| Veneçuela 3 equips                 |  | Caracas FC UA Maracaibo Mineros de Guayana                                |  | Campió de la temporada 2006/2007 Subcampió de la temporada 2006/2007 3r lloc de la temporada 2006/2007 |

## Primera fase
El sorteig es va realitzar el 19 de desembre del 2007 a Luque, Paraguai, ciutat ubicada a pocs minuts de la capital del país, Asunción. Es van definir les "llaves" de la primera fase i els grups de la segona.
| Data        | Hora  | Equip local | Resultat | Equip visitant |
| ----------- | ----- | ----------- | -------- | -------------- |
| 31 de gener | 17:00 | Olmedo      | 1 - 0    | Lanús          |
| 5 de febrer | 20:00 | Lanús       | 3 - 0    | Olmedo         |

| Data        | Hora  | Equip local   | Resultat | Equip visitant |
| ----------- | ----- | ------------- | -------- | -------------- |
| 30 de gener | 21:50 | Cruzeiro      | 3 - 1    | Cerro Porteño  |
| 6 de febrer | 20:50 | Cerro Porteño | 3 - 2    | Cruzeiro       |

| Data        | Hora  | Equip local        | Resultat | Equip visitant     |
| ----------- | ----- | ------------------ | -------- | ------------------ |
| 29 de gener | 19:30 | Arsenal de Sarandí | 2 - 0    | Mineros            |
| 5 de febrer | 20:00 | Mineros            | 2 - 1    | Arsenal de Sarandí |

| Data        | Hora  | Equip local | Resultat | Equip visitant |
| ----------- | ----- | ----------- | -------- | -------------- |
| 30 de gener | 20:10 | Atlas       | 2 - 0    | La Paz FC      |
| 6 de febrer | 17:20 | La Paz FC   | 1 - 0    | Atlas          |

| Data        | Hora  | Equip local          | Resultat | Equip visitant       |
| ----------- | ----- | -------------------- | -------- | -------------------- |
| 31 de gener | 19:20 | Cienciano            | 1 - 0    | Montevideo Wanderers |
| 7 de febrer | 19:30 | Montevideo Wanderers | 0 - 0    | Cienciano            |

| Data         | Hora  | Equip local    | Resultat | Equip visitant |
| ------------ | ----- | -------------- | -------- | -------------- |
| 7 de febrer  | 19:00 | Boyacá Chicó   | 4 - 3    | Audax Italiano |
| 12 de febrer | 17:00 | Audax Italiano | 1 - 0    | Boyacá Chicó   |

## Segona Fase

### Grup 1
| Equip       | Pts | PJ | PG | PE | PP | GF | GC | DG |
| ----------- | --- | -- | -- | -- | -- | -- | -- | -- |
| Cruzeiro    | 11  | 6  | 3  | 2  | 1  | 11 | 7  | +4 |
| San Lorenzo | 10  | 6  | 3  | 1  | 2  | 8  | 7  | +1 |
| Caracas FC  | 7   | 6  | 2  | 1  | 3  | 6  | 11 | -5 |
| Real Potosí | 6   | 6  | 2  | 0  | 4  | 11 | 11 | +0 |

| 12 de febrer de 2008 - 17:50 |           |             |                                  |
| Caracas FC                   | 2-0 (1-0) | San Lorenzo | Cocodrilos Sports Park (Caracas) |
| Vargas 40' Castellin 70'     |           |             | Cocodrilos Sports Park (Caracas) |

| 13 de febrer de 2008 - 18:00         |           |             |                           |
| Cruzeiro                             | 3-0 (0-0) | Real Potosí | Mineirão (Belo Horizonte) |
| Martins 46' Santos 53' Guilherme 67' |           |             | Mineirão (Belo Horizonte) |

| 21 de febrer de 2008 - 20:00 |     |          |                               |
| San Lorenzo                  | 0-0 | Cruzeiro | Pedro Bidegain (Buenos Aires) |
|                              |     |          | Pedro Bidegain (Buenos Aires) |

| 26 de febrer de 2008 - 19:50 |           |             |                                  |
| Caracas FC                   | 2-1 (2-0) | Real Potosí | Cocodrilos Sports Park (Caracas) |
| Renteria 3' Vargas 38'       |           | Galindo 74' | Cocodrilos Sports Park (Caracas) |

| 4 de març de 2008 - 20:00             |           |            |                           |
| Cruzeiro                              | 3-0 (2-0) | Caracas FC | Mineirão (Belo Horizonte) |
| Guilherme 10' Ramires 28' Martins 64' |           |            | Mineirão (Belo Horizonte) |

| 11 de març de 2008 - 20:10 |           |                                 |                        |
| Real Potosí                | 2-3 (2-0) | San Lorenzo                     | Estadi Ugarte (Potosí) |
| Tardio 17' Pintos 32'      |           | Romeo 71' Chavez 78' Torres 88' | Estadi Ugarte (Potosí) |

| 18 de març de 2008 - 21:20 |           |             |                                  |
| Caracas FC                 | 1-1 (1-0) | Cruzeiro    | Cocodrilos Sports Park (Caracas) |
| Valencia 29'               |           | Martins 55' | Cocodrilos Sports Park (Caracas) |

| 25 de març de 2008 - 21:20 |           |             |                               |
| San Lorenzo                | 1-0 (1-0) | Real Potosí | Pedro Bidegain (Buenos Aires) |
| González 29'               |           |             | Pedro Bidegain (Buenos Aires) |

| 1 d'abril de 2008 - 17:10       |           |              |                        |
| Real Potosí                     | 3-1 (2-1) | Caracas FC   | Estadi Ugarte (Potosí) |
| Candía 4' Suárez 26' Pintos 83' |           | Castellín 6' | Estadi Ugarte (Potosí) |

| 3 d'abril de 2008 - 20:00   |           |             |                           |
| Cruzeiro                    | 3-1 (1-0) | San Lorenzo | Mineirão (Belo Horizonte) |
| Martins 11', 71' Wagner 83' |           | Silvera 87' | Mineirão (Belo Horizonte) |

| 17 d'abril de 2008 - 20:50                       |           |            |                        |
| Real Potosí                                      | 5-1 (2-1) | Cruzeiro   | Estadi Ugarte (Potosí) |
| Tardío 4' Pintos 13', 52' Candía 67' Ribeiro 87' |           | Moreno 29' | Estadi Ugarte (Potosí) |

| 17 d'abril de 2008 - 21:50            |           |            |                               |
| San Lorenzo                           | 3-0 (2-0) | Caracas FC | Pedro Bidegain (Buenos Aires) |
| Bergessio 16' Rosales 35' Silvera 79' |           |            | Pedro Bidegain (Buenos Aires) |

### Grup 2
| Equip            | Pts | PJ | PG | PE | PP | GF | GC | DG |
| ---------------- | --- | -- | -- | -- | -- | -- | -- | -- |
| Estudiantes      | 11  | 6  | 3  | 2  | 1  | 9  | 5  | +4 |
| Lanús            | 10  | 6  | 2  | 4  | 0  | 9  | 6  | +3 |
| Deportivo Cuenca | 6   | 6  | 1  | 3  | 2  | 2  | 5  | -3 |
| Danubio          | 4   | 6  | 1  | 1  | 4  | 5  | 9  | -4 |

| 12 de febrer de 2008 - 19:40 |           |             |                          |
| Deportivo Cuenca             | 1-0 (1-0) | Estudiantes | Serrano Aguilar (Cuenca) |
| Ferradas 44'                 |           |             | Serrano Aguilar (Cuenca) |

| 14 de febrer de 2008 - 18:00      |           |              |                                  |
| Lanús                             | 3-1 (1-1) | Danubio      | Néstor Díaz Pérez (Buenos Aires) |
| Pelletieri 9' Acosta 58' Sand 87' |           | Abelenda 37' | Néstor Díaz Pérez (Buenos Aires) |

| 21 de febrer de 2008 - 19:20 |     |         |                          |
| Deportivo Cuenca             | 0-0 | Danubio | Serrano Aguilar (Cuenca) |
|                              |     |         | Serrano Aguilar (Cuenca) |

| 26 de febrer de 2008 - 20:00 |     |       |                               |
| Estudiantes                  | 0-0 | Lanús | Jorge Luis Hirschi (La Plata) |
|                              |     |       | Jorge Luis Hirschi (La Plata) |

| 5 de març de 2008 - 21:30 |           |                         |                                     |
| Danubio                   | 1-2 (1-0) | Estudiantes             | Jardines del Hipódromo (Montevideo) |
| Irala 8'                  |           | Veron 61' (p) Pérez 87' | Jardines del Hipódromo (Montevideo) |

| 13 de març de 2008 - 20:00 |     |                  |                                  |
| Lanús                      | 0-0 | Deportivo Cuenca | Néstor Díaz Pérez (Buenos Aires) |
|                            |     |                  | Néstor Díaz Pérez (Buenos Aires) |

| 18 de març de 2008 - 20:30 |           |         |                               |
| Estudiantes                | 2-0 (1-0) | Danubio | Jorge Luis Hirschi (La Plata) |
| Veron 43' Desabato 75'     |           |         | Jorge Luis Hirschi (La Plata) |

| 20 de març de 2008 - 21:20 |           |            |                          |
| Deportivo Cuenca           | 1-1 (0-1) | Lanús      | Serrano Aguilar (Cuenca) |
| Figueroa 71'               |           | Salomon 8' | Serrano Aguilar (Cuenca) |

| 27 de març de 2008 - 18:30 |           |                  |                                     |
| Danubio                    | 2-0 (2-0) | Deportivo Cuenca | Jardines del Hipódromo (Montevideo) |
| Malrechauffe 3' Lembo 20'  |           |                  | Jardines del Hipódromo (Montevideo) |

| 2 d'abril de 2008 - 20:00      |           |                                     |                                  |
| Lanús                          | 3-3 (2-2) | Estudiantes                         | Néstor Díaz Pérez (Buenos Aires) |
| Sand 10' Valeri 15' Acosta 78' |           | Desabato 21' Benítez 24' Moreno 61' | Néstor Díaz Pérez (Buenos Aires) |

| 15 d'abril de 2008 - 21:10 |           |                     |                                     |
| Danubio                    | 1-2 (0-0) | Lanús               | Jardines del Hipódromo (Montevideo) |
| Barbado 87'                |           | Blanco 53' Sand 64' | Jardines del Hipódromo (Montevideo) |

| 15 d'abril de 2008 - 21:10 |           |                  |                               |
| Estudiantes                | 2-0 (1-0) | Deportivo Cuenca | Jorge Luis Hirschi (La Plata) |
| Lazaro 12'                 |           | Canga 84'        | Jorge Luis Hirschi (La Plata) |

### Grup 3
| Equip        | Pts | PJ | PG | PE | PP | GF | GC | DG  |
| ------------ | --- | -- | -- | -- | -- | -- | -- | --- |
| Atlas        | 11  | 6  | 3  | 2  | 1  | 11 | 6  | +5  |
| Boca Juniors | 10  | 6  | 3  | 1  | 2  | 12 | 9  | +3  |
| Colo-Colo    | 10  | 6  | 3  | 1  | 2  | 11 | 9  | +2  |
| UA Maracaibo | 2   | 6  | 0  | 2  | 4  | 3  | 13 | -10 |

| 20 de febrer de 2008 - 19:30 |           |               |                            |
| UA Maracaibo                 | 1-1 (0-0) | Boca Juniors  | José E. Romero (Maracaibo) |
| Vitali 80'                   |           | Battaglia 83' | José E. Romero (Maracaibo) |

| 21 de febrer de 2008 - 18:00      |           |           |                       |
| Atlas                             | 3-0 (2-0) | Colo-Colo | Jalisco (Guadalajara) |
| Marioni 7' Colotto 41' Medina 66' |           |           | Jalisco (Guadalajara) |

| 28 de febrer de 2008 - 19:50 |           |                                       |                            |
| UA Maracaibo                 | 1-3 (0-0) | Colo-Colo                             | José E. Romero (Maracaibo) |
| Diaz 90'                     |           | Fierro 47' Biscayzacu 69' Lancken 87' | José E. Romero (Maracaibo) |

| 6 de març de 2008 - 21:20    |           |       |                             |
| Boca Juniors                 | 3-0 (1-0) | Atlas | La Bombonera (Buenos Aires) |
| Palacio 32', 80' Palermo 82' |           |       | La Bombonera (Buenos Aires) |

| 12 de març de 2008 - 21:30           |           |              |                       |
| Atlas                                | 3-0 (1-0) | UA Maracaibo | Jalisco (Guadalajara) |
| Flores 41' Achucarro 61' Marioni 67' |           |              | Jalisco (Guadalajara) |

| 13 de març de 2008 - 20:00 |           |              |                              |
| Colo-Colo                  | 2-0 (2-0) | Boca Juniors | Estadi Monumental (Santiago) |
| Jorquera 3' Bicayzacu 35'  |           |              | Estadi Monumental (Santiago) |

| 26 de març de 2008 - 17:30 |           |             |                            |
| UA Maracaibo               | 1-1 (0-0) | Atlas       | José E. Romero (Maracaibo) |
| Figueroa 80'               |           | Marioni 57' | José E. Romero (Maracaibo) |

| 27 de març de 2008 - 21:00                      |           |                              |                             |
| Boca Juniors                                    | 4-3 (1-2) | Colo-Colo                    | La Bombonera (Buenos Aires) |
| Palermo 29' Gracián 48' Palacio 66' Cardozo 88' |           | Biscayzacu 26', 43' Moya 90' | La Bombonera (Buenos Aires) |

| 9 d'abril de 2008 - 18:30   |           |               |                       |
| Atlas                       | 3-1 (1-1) | Boca Juniors  | Jalisco (Guadalajara) |
| Zúñiga 20' Marioni 54', 76' |           | Battaglia 30' | Jalisco (Guadalajara) |

| 10 d'abril de 2008 - 19:10 |           |              |                              |
| Colo-Colo                  | 2-0 (0-0) | UA Maracaibo | Estadi Monumental (Santiago) |
| Biscayzacu 47' Barrios 51' |           |              | Estadi Monumental (Santiago) |

| 22 d'abril de 2008 - 20:10 |           |             |                              |
| Colo-Colo                  | 1-1 (1-0) | Atlas       | Estadi Monumental (Santiago) |
| Rojas 6'                   |           | Colotto 66' | Estadi Monumental (Santiago) |

| 22 d'abril de 2008 - 20:10         |           |              |                             |
| Boca Juniors                       | 3-0 (2-0) | UA Maracaibo | La Bombonera (Buenos Aires) |
| Paletta 9' Datolo 20' Riquelme 74' |           |              | La Bombonera (Buenos Aires) |

### Grup 4
| Equip             | Pts | PJ | PG | PE | PP | GF | GC | DG |
| ----------------- | --- | -- | -- | -- | -- | -- | -- | -- |
| Flamengo          | 13  | 6  | 4  | 1  | 1  | 9  | 4  | +5 |
| Nacional          | 12  | 6  | 4  | 0  | 2  | 9  | 5  | +4 |
| Cienciano         | 7   | 6  | 2  | 1  | 3  | 5  | 9  | -4 |
| Coronel Bolognesi | 2   | 6  | 0  | 2  | 4  | 0  | 5  | -5 |

| 13 de febrer de 2008 - 17:50 |           |               |              |
| Cienciano                    | 2-1 (0-0) | Nacional      | Inca (Cusco) |
| Vasallo 54', 67'             |           | Victorino 88' | Inca (Cusco) |

| 13 de febrer de 2008 - 18:50 |     |          |                       |
| Coronel Bolognesi            | 0-0 | Flamengo | Jorge Basadre (Tacna) |
|                              |     |          | Jorge Basadre (Tacna) |

| 19 de febrer de 2008 - 17:00 |           |              |                       |
| Coronel Bolognesi            | 0-1 (0-1) | Nacional     | Jorge Basadre (Tacna) |
|                              |           | Fornaroli 9' | Jorge Basadre (Tacna) |

| 27 de febrer de 2008 - 19:00 |           |              |                           |
| Flamengo                     | 2-1 (1-1) | Cienciano    | Maracaná (Rio de Janeiro) |
| Souza 38' Marcinho 89'       |           | Vassallo 45' | Maracaná (Rio de Janeiro) |

| 5 de març de 2008 - 21:50      |           |          |                                  |
| Nacional                       | 3-0 (1-0) | Flamengo | Gran Parque Central (Montevideo) |
| Morales 40', 66' Fornaroli 68' |           |          | Gran Parque Central (Montevideo) |

| 11 de març de 2008 - 20:10 |           |                   |              |
| Cienciano                  | 1-0 (0-0) | Coronel Bolognesi | Inca (Cusco) |
| Solis 76'                  |           |                   | Inca (Cusco) |

| 19 de març de 2008 - 21:50 |           |          |                           |
| Flamengo                   | 2-0 (1-0) | Nacional | Maracaná (Rio de Janeiro) |
| Marcinho 25', 66'          |           |          | Maracaná (Rio de Janeiro) |

| 25 de març de 2008 - 21:40 |     |           |                       |
| Coronel Bolognesi          | 0-0 | Cienciano | Jorge Basadre (Tacna) |
|                            |     |           | Jorge Basadre (Tacna) |

| 3 d'abril de 2008 - 18:40 |           |                   |                                  |
| Nacional                  | 1-0 (1-0) | Coronel Bolognesi | Gran Parque Central (Montevideo) |
| Barone 32'                |           |                   | Gran Parque Central (Montevideo) |

| 9 d'abril de 2008 - 20:00 |           |                                    |              |
| Cienciano                 | 0-3 (0-0) | Flamengo                           | Inca (Cusco) |
|                           |           | Soares 54' Ferreira 78' Jaimez 90' | Inca (Cusco) |

| 23 d'abril de 2008 - 19:30 |           |                   |                           |
| Flamengo                   | 2-0 (0-0) | Coronel Bolognesi | Maracaná (Rio de Janeiro) |
| Barbosa 83' Obiña 88'      |           |                   | Maracaná (Rio de Janeiro) |

| 23 d'abril de 2008 - 19:30         |           |             |                                  |
| Nacional                           | 3-1 (1-0) | Cienciano   | Gran Parque Central (Montevideo) |
| Liguera 40' Cardaccio 53' Vera 90' |           | Guevara 83' | Gran Parque Central (Montevideo) |

### Grup 5
| Equip                  | Pts | PJ | PG | PE | PP | GF | GC | DG |
| ---------------------- | --- | -- | -- | -- | -- | -- | -- | -- |
| River Plate            | 12  | 6  | 4  | 0  | 2  | 13 | 7  | +6 |
| América                | 9   | 6  | 3  | 0  | 3  | 10 | 10 | +0 |
| Universidad San Martín | 9   | 6  | 3  | 0  | 3  | 5  | 9  | -4 |
| Universidad Católica   | 6   | 6  | 2  | 0  | 4  | 5  | 7  | -2 |

| 13 de febrer de 2008 - 16:30 |           |             |                          |
| Universidad San Martín       | 2-0 (1-0) | River Plate | Nacional del Perú (Lima) |
| Ovelar 15' Diaz 90'          |           |             | Nacional del Perú (Lima) |

| 20 de febrer de 2008 - 21:10 |           |                      |                          |
| América                      | 2-1 (1-0) | Universidad Católica | Azteca (Ciutat de Mèxic) |
| Cabañas 38' Higuaín +90'     |           | Bottinelli 70'       | Azteca (Ciutat de Mèxic) |

| 26 de febrer de 2008 - 21:40 |           |                      |                          |
| Universidad San Martín       | 1-0 (1-0) | Universidad Católica | Nacional del Perú (Lima) |
| Botinelli 30'                |           |                      | Nacional del Perú (Lima) |

| 27 de febrer de 2008 - 20:30 |           |             |                           |
| River Plate                  | 2-1 (1-1) | América     | Monumental (Buenos Aires) |
| Falcao 37' Ortega 90'        |           | Cabañas 15' | Monumental (Buenos Aires) |

| 12 de març de 2008 - 20:10 |           |                       |                       |
| Universidad Católica       | 1-2 (0-1) | River Plate           | San Carlos (Santiago) |
| Gutiérrez 47'              |           | Abreu 44' Rosales 88' | San Carlos (Santiago) |

| 13 de març de 2008 - 19:00        |           |                        |                          |
| América                           | 3-1 (1-1) | Universidad San Martín | Azteca (Ciutat de Mèxic) |
| Marquez 39' Iñigo 47' Cabañas 71' |           | Ovelar 7'              | Azteca (Ciutat de Mèxic) |

| 26 de març de 2008 - 21:20 |           |                      |                           |
| River Plate                | 2-0 (1-0) | Universidad Católica | Monumental (Buenos Aires) |
| Falcao 1' Abreu 72'        |           |                      | Monumental (Buenos Aires) |

| 26 de març de 2008 - 21:40 |           |         |                          |
| Universidad San Martín     | 1-0 (1-0) | América | Nacional del Perú (Lima) |
| Leguizamón 36'             |           |         | Nacional del Perú (Lima) |

| 1 d'abril de 2008 - 21:50 |           |                        |                       |
| Universidad Católica      | 1-0 (0-0) | Universidad San Martín | San Carlos (Santiago) |
| Gutiérrez 89'             |           |                        | San Carlos (Santiago) |

| 2 d'abril de 2008 - 21:10                   |           |                               |                          |
| América                                     | 4-3 (0-1) | River Plate                   | Azteca (Ciutat de Mèxic) |
| Iñigo 52' Esqueda 54' Abreu 63' Cabañas 69' |           | Archubi 6' Cervantes 56', 61' | Azteca (Ciutat de Mèxic) |

| 16 d'abril de 2008 - 18:30 |           |         |                       |
| Universidad Católica       | 2-0 (0-0) | América | San Carlos (Santiago) |
| Medel 53' Botinelli 90'    |           |         | San Carlos (Santiago) |

| 16 d'abril de 2008 - 19:30              |           |                        |                           |
| River Plate                             | 5-0 (2-0) | Universidad San Martín | Monumental (Buenos Aires) |
| Abreu 14', 52', 90' Falcao 27' Rios 83' |           |                        | Monumental (Buenos Aires) |

### Grup 6
| Equip            | Pts | PJ | PG | PE | PP | GF | GC | DG  |
| ---------------- | --- | -- | -- | -- | -- | -- | -- | --- |
| Cúcuta Deportivo | 11  | 6  | 3  | 2  | 1  | 7  | 4  | +3  |
| Santos FC        | 10  | 6  | 3  | 1  | 2  | 13 | 6  | +7  |
| Chivas           | 9   | 6  | 3  | 0  | 3  | 8  | 5  | +3  |
| San José         | 4   | 6  | 1  | 1  | 4  | 4  | 15 | -11 |

| 13 de febrer de 2008 - 21:10 |     |           |                            |
| Cúcuta Deportivo             | 0-0 | Santos FC | General Santander (Cúcuta) |
|                              |     |           | General Santander (Cúcuta) |

| 19 de febrer de 2008 - 20:40 |           |          |                       |
| Chivas                       | 2-0 (1-0) | San José | Jalisco (Guadalajara) |
| Solís 27' Santana 53'        |           |          | Jalisco (Guadalajara) |

| 28 de febrer de 2008 - 21:40 |     |          |                            |
| Cúcuta Deportivo             | 0-0 | San José | General Santander (Cúcuta) |
|                              |     |          | General Santander (Cúcuta) |

| 4 de març de 2008 - 21:20 |           |        |                       |
| Santos FC                 | 1-0 (1-0) | Chivas | Vila Belmiro (Santos) |
| Molina 22'                |           |        | Vila Belmiro (Santos) |

| 11 de març de 2008 - 20:30 |           |                  |                       |
| Chivas                     | 0-1 (0-1) | Cúcuta Deportivo | Jalisco (Guadalajara) |
|                            |           | Urbano 45'       | Jalisco (Guadalajara) |

| 19 de març de 2008 - 20:50 |           |             |                        |
| San José                   | 2-1 (1-1) | Santos FC   | Jesús Bermúdez (Oruro) |
| Pereira 8' Galvez 62'      |           | Cerutti 12' | Jesús Bermúdez (Oruro) |

| 27 de març de 2008 - 21:30 |           |        |                            |
| Cúcuta Deportivo           | 1-0 (0-0) | Chivas | General Santander (Cúcuta) |
| Urbano 52'                 |           |        | General Santander (Cúcuta) |

| 1 d'abril de 2008 - 20:30                                       |           |          |                       |
| Santos FC                                                       | 7-0 (3-0) | San José | Vila Belmiro (Santos) |
| Domingos 18' Molina 23', 33', 64', 87' Pereira 80' Quiñónez 82' |           |          | Vila Belmiro (Santos) |

| 8 d'abril de 2008 - 19:10 |           |                                 |                        |
| San José                  | 2-4 (1-2) | Cúcuta Deportivo                | Jesús Bermúdez (Oruro) |
| Cerutti 45' Parada 78'    |           | Urbano 36', 39', 79' Torres 55' | Jesús Bermúdez (Oruro) |

| 9 d'abril de 2008 - 18:50             |           |                        |                       |
| Chivas                                | 3-2 (2-1) | Santos FC              | Jalisco (Guadalajara) |
| Riveron 13' Rodríguez 34' Santana 46' |           | Pereira 39' Correa 56' | Jalisco (Guadalajara) |

| 16 d'abril de 2008 - 20:50 |           |                           |                        |
| San José                   | 0-3 (0-2) | Chivas                    | Jesús Bermúdez (Oruro) |
|                            |           | Valle 30', 43' Pineda 56' | Jesús Bermúdez (Oruro) |

| 16 d'abril de 2008 - 21:50 |           |                  |                       |
| Santos FC                  | 2-1 (0-1) | Cúcuta Deportivo | Vila Belmiro (Santos) |
| Pereira 69' Tripodi 89'    |           | Costa 23'        | Vila Belmiro (Santos) |

### Grup 7
| Equip             | Pts | PJ | PG | PE | PP | GF | GC | DG |
| ----------------- | --- | -- | -- | -- | -- | -- | -- | -- |
| São Paulo FC      | 11  | 6  | 3  | 2  | 1  | 6  | 4  | +2 |
| Atlético Nacional | 8   | 6  | 2  | 2  | 2  | 8  | 5  | +3 |
| Sportivo Luqueño  | 7   | 6  | 2  | 1  | 3  | 8  | 10 | -2 |
| Audax Italiano    | 7   | 6  | 2  | 1  | 3  | 6  | 9  | -3 |

| 19 de febrer de 2008 - 21:10 |           |                     |                       |
| Audax Italiano               | 1-2 (1-1) | Sportivo Luqueño    | La Florida (Santiago) |
| Romero 11'                   |           | Servin 8' Nuñez 71' | La Florida (Santiago) |

| 27 de febrer de 2008 - 19:50 |           |              |                              |
| Atlético Nacional            | 1-1 (1-1) | São Paulo FC | Atanasio Girardot (Medellín) |
| Córdoba 9'                   |           | Miranda 33'  | Atanasio Girardot (Medellín) |

| 5 de març de 2008 - 21:50 |           |                |                     |
| São Paulo FC              | 2-1 (0-0) | Audax Italiano | Morumbi (Sao Paulo) |
| Adriano 75', 85'          |           | Villanueva 63' | Morumbi (Sao Paulo) |

| 6 de març de 2008 - 21:00            |           |                  |                              |
| Atlético Nacional                    | 3-0 (2-0) | Sportivo Luqueño | Atanasio Girardot (Medellín) |
| Galvan 22' Villagra 43' Valencia 79' |           |                  | Atanasio Girardot (Medellín) |

| 18 de març de 2008 - 20:30 |           |                   |                       |
| Audax Italiano             | 1-0 (0-0) | Atlético Nacional | La Florida (Santiago) |
| Orellana 49'               |           |                   | La Florida (Santiago) |

| 20 de març de 2008 - 17:40 |           |              |                              |
| Sportivo Luqueño           | 1-1 (0-0) | São Paulo FC | Feliciano Cáceres (Asunción) |
| Alomsio 60'                |           | Duarte 90'   | Feliciano Cáceres (Asunción) |

| 2 d'abril de 2008 - 21:50 |           |                  |                     |
| São Paulo FC              | 1-0 (0-0) | Sportivo Luqueño | Morumbi (Sao Paulo) |
| Adriano 90'               |           |                  | Morumbi (Sao Paulo) |

| 3 d'abril de 2008 - 21:30 |           |                |                              |
| Atlético Nacional         | 1-1 (0-0) | Audax Italiano | Atanasio Girardot (Medellín) |
| Villarga 60'              |           | Orellana 78'   | Atanasio Girardot (Medellín) |

| 10 d'abril de 2008 - 19:10 |           |              |                       |
| Audax Italiano             | 1-0 (0-0) | São Paulo FC | La Florida (Santiago) |
| Ramos 78'                  |           |              | La Florida (Santiago) |

| 10 d'abril de 2008 - 21:30 |           |                                  |                              |
| Sportivo Luqueño           | 1-3 (0-1) | Atlético Nacional                | Feliciano Cáceres (Asunción) |
| Lazaga 70'                 |           | Villagra 39' Rey 52' Córdoba 90' | Feliciano Cáceres (Asunción) |

| 23 d'abril de 2008 - 20:50            |           |                |                              |
| Sportivo Luqueño                      | 4-1 (4-0) | Audax Italiano | Feliciano Cáceres (Asunción) |
| Abente 2', 28' Gigena 8' Esquivel 44' |           | Villanueva 56' | Feliciano Cáceres (Asunción) |

| 23 d'abril de 2008 - 21:50 |           |                   |                     |
| São Paulo FC               | 1-0 (1-0) | Atlético Nacional | Morumbi (Sao Paulo) |
| Sandro 39'                 |           |                   | Morumbi (Sao Paulo) |

### Grup 8
| Equip              | Pts | PJ | PG | PE | PP | GF | GC | DG |
| ------------------ | --- | -- | -- | -- | -- | -- | -- | -- |
| Fluminense         | 13  | 6  | 4  | 1  | 1  | 11 | 3  | +8 |
| Liga de Quito      | 10  | 6  | 3  | 1  | 2  | 10 | 5  | +5 |
| Arsenal de Sarandí | 9   | 6  | 3  | 0  | 3  | 6  | 15 | -9 |
| Libertad           | 3   | 6  | 1  | 0  | 5  | 5  | 10 | -5 |

| 20 de febrer de 2008 - 21:10 |           |          |                               |
| Arsenal de Sarandí           | 1-0 (0-0) | Libertad | Julio Grondona (Buenos Aires) |
| Leguizamón 80'               |           |          | Julio Grondona (Buenos Aires) |

| 20 de febrer de 2008 - 19:50 |     |            |                     |
| Liga de Quito                | 0-0 | Fluminense | Casa Blanca (Quito) |
|                              |     |            | Casa Blanca (Quito) |

| 28 de febrer de 2008 - 19:00                                 |           |                    |                           |
| Fluminense                                                   | 6-0 (3-0) | Arsenal de Sarandí | Maracanã (Rio de Janeiro) |
| Neves 14' Dodo 25', 51' Gabriel 45' Cerqueira 72' Cícero 86' |           |                    | Maracanã (Rio de Janeiro) |

| 6 de març de 2008 - 16:00 |           |          |                     |
| Liga de Quito             | 2-0 (0-0) | Libertad | Casa Blanca (Quito) |
| Urrutia 71' Guerron 82'   |           |          | Casa Blanca (Quito) |

| 12 de març de 2008 - 20:30 |           |                 |                               |
| Arsenal de Sarandí         | 0-1 (0-0) | Liga de Quito   | Julio Grondona (Buenos Aires) |
|                            |           | Urrutia 79' (p) | Julio Grondona (Buenos Aires) |

| 19 de març de 2008 - 18:30 |           |                    |                         |
| Libertad                   | 1-2 (1-1) | Fluminense         | Nicolás Leoz (Asunción) |
| Samudio 29'                |           | Cerqueira 40', 51' | Nicolás Leoz (Asunción) |

| 25 de febrer de 2008 - 17:00                               |           |                    |                     |
| Liga de Quito                                              | 6-1 (4-1) | Arsenal de Sarandí | Casa Blanca (Quito) |
| Díaz 14' Manso 19' Bolaños 28', 42' Bieler 65' Obregón 90' |           | Leguizamón 4'      | Casa Blanca (Quito) |

| 2 d'abril de 2008 - 21:50 |           |          |                           |
| Fluminense                | 2-0 (1-0) | Libertad | Maracanã (Rio de Janeiro) |
| Cícero 30' Tiago 50'      |           |          | Maracanã (Rio de Janeiro) |

| 8 d'abril de 2008 - 21:30        |           |               |                         |
| Libertad                         | 3-1 (2-0) | Liga de Quito | Nicolás Leoz (Asunción) |
| López 10' Olivera 14' Cuevas 65' |           | Obregón 63'   | Nicolás Leoz (Asunción) |

| 8 d'abril de 2008 - 19:10 |           |            |                               |
| Arsenal de Sarandí        | 2-0 (0-0) | Fluminense | Julio Grondona (Buenos Aires) |
| Biagini 60' Bottaro 66'   |           |            | Julio Grondona (Buenos Aires) |

| 17 d'abril de 2008 - 18:30 |           |                    |                         |
| Libertad                   | 1-2 (1-1) | Arsenal de Sarandí | Nicolás Leoz (Asunción) |
| Cuevas 24'                 |           | Bottaro 11', 74'   | Nicolás Leoz (Asunción) |

| 17 d'abril de 2008 - 19:30 |           |               |                           |
| Fluminense                 | 1-0 (1-0) | Liga de Quito | Maracanã (Rio de Janeiro) |
| Cícero 31'                 |           |               | Maracanã (Rio de Janeiro) |

## Vuitens de final
| 29 d'abril de 2008 - 20:45 |           |             |                                  |
| Lanús                      | 0-1 (0-1) | Atlas       | Néstor Díaz Pérez (Buenos Aires) |
|                            |           | Marioni 37' | Néstor Díaz Pérez (Buenos Aires) |

| 6 de maig de 2008 - 20:45 |           |                     |                       |
| Atlas                     | 2-2 (1-0) | Lanús               | Jalisco (Guadalajara) |
| Marioni 29' Mendivil 78'  |           | Sand 64' Acosta 90' | Jalisco (Guadalajara) |

| 29 d'abril de 2008 - 20:45 |           |             |                     |
| Liga de Quito              | 2-0 (0-0) | Estudiantes | Casa Blanca (Quito) |
| Gueron 64' Manso 78'       |           |             | Casa Blanca (Quito) |

| 6 de maig de 2008 - 20:45 |           |               |                               |
| Estudiantes               | 2-1 (1-1) | Liga de Quito | Jorge Luis Hirschi (La Plata) |
| Alayes 41' Maggiolo 65'   |           | Bolaños 26'   | Jorge Luis Hirschi (La Plata) |

| 30 d'abril de 2008 - 20:45 |           |             |                               |
| San Lorenzo                | 2-1 (1-1) | River Plate | Pedro Bidegain (Buenos Aires) |
| Silvera 28' González 88'   |           | Falcao 31'  | Pedro Bidegain (Buenos Aires) |

| 8 de maig de 2008 - 20:45  |           |                    |                           |
| River Plate                | 2-2 (1-0) | San Lorenzo        | Monumental (Buenos Aires) |
| Abelairas 11' Abreu 61'(p) |           | Bergessio 69', 72' | Monumental (Buenos Aires) |

| 30 d'abril de 2008 - 20:45 |           |                                             |                          |
| América                    | 2-4 (1-1) | Flamengo                                    | Azteca (Ciutat de Mèxic) |
| Cervantes 45' Esqueda 72'  |           | Marcinho 43', 69' Tardelli 88' Leonardo 90' | Azteca (Ciutat de Mèxic) |

| 7 de maig de 2008 - 20:45    |           |         |                           |
| Flamengo                     | 0-3 (0-2) | América | Maracaná (Rio de Janeiro) |
| Cabañas 21', 78' Esqueda 39' |           |         | Maracaná (Rio de Janeiro) |

| 30 d'abril de 2008 - 20:45 |           |            |                             |
| Boca Juniors               | 2-1 (1-0) | Cruzeiro   | La Bombonera (Buenos Aires) |
| Riquelme 5' Datolo 65'     |           | Luengo 78' | La Bombonera (Buenos Aires) |

| 7 de maig de 2008 - 20:45 |           |                               |                           |
| Cruzeiro                  | 1-2 (0-2) | Boca Juniors                  | Mineirão (Belo Horizonte) |
| Ferreira 57'              |           | R. Palermo 36' M. Palermo 43' | Mineirão (Belo Horizonte) |

| 30 d'abril de 2008 - 20:45 |     |              |                                  |
| Nacional                   | 0-0 | São Paulo FC | Gran Parque Central (Montevideo) |
|                            |     |              | Gran Parque Central (Montevideo) |

| 7 de maig de 2008 - 20:45 |           |          |                     |
| São Paulo FC              | 2-0 (1-0) | Nacional | Morumbi (Sao Paulo) |
| Adriano 38' Pelentier 89' |           |          | Morumbi (Sao Paulo) |

| 30 d'abril de 2008 - 20:45 |           |                     |                              |
| Atlético Nacional          | 1-2 (0-1) | Fluminense          | Atanasio Girardot (Medellín) |
| Arrue 52'                  |           | Neves 22' Conca 76' | Atanasio Girardot (Medellín) |

| 6 de maig de 2008 - 20:45 |           |                   |                           |
| Fluminense                | 1-0 (0-0) | Atlético Nacional | Maracanã (Rio de Janeiro) |
| Machado 51'               |           |                   | Maracanã (Rio de Janeiro) |

| 1 de maig de 2008 - 20:45 |           |                  |                       |
| Santos FC                 | 2-0 (1-0) | Cúcuta Deportivo | Vila Belmiro (Santos) |
| Chagas 18' Molina 71'     |           |                  | Vila Belmiro (Santos) |

| 8 de maig de 2008 - 20:45 |           |                      |                            |
| Cúcuta Deportivo          | 0-2 (0-1) | Santos FC            | General Santander (Cúcuta) |
|                           |           | Pereira 41' Lima 53' | General Santander (Cúcuta) |

## Quarts de final
| 14 de maig de 2008 - 20:45 |           |            |                     |
| São Paulo FC               | 1-0 (1-0) | Fluminense | Morumbi (Sao Paulo) |
| Adriano 20'                |           |            | Morumbi (Sao Paulo) |

| 21 de maig de 2008 - 20:45  |           |              |                           |
| Fluminense                  | 3-1 (1-0) | São Paulo FC | Maracanã (Rio de Janeiro) |
| Cerqueira 12', 90' Dodo 72' |           | Adriano 71'  | Maracanã (Rio de Janeiro) |

| 14 de maig de 2008 - 20:45 |           |                      |                             |
| Boca Juniors               | 2-2 (1-1) | Atlas                | La Bombonera (Buenos Aires) |
| Ayala 36' Cáceres 75'      |           | Flores 5' Torres 90' | La Bombonera (Buenos Aires) |

| 21 de maig de 2008 - 20:45 |           |                       |                       |
| Atlas                      | 0-3 (0-3) | Boca Juniors          | Jalisco (Guadalajara) |
|                            |           | Palermo 19', 34', 37' | Jalisco (Guadalajara) |

| 15 de maig de 2008 - 20:45 |           |           |                          |
| América                    | 2-0 (1-0) | Santos FC | Azteca (Ciutat de Mèxic) |
| Cabañas 24', 62'           |           |           | Azteca (Ciutat de Mèxic) |

| 22 de maig de 2008 - 20:45 |           |         |                       |
| Santos FC                  | 1-0 (0-0) | América | Vila Belmiro (Santos) |
| Pereira 62'                |           |         | Vila Belmiro (Santos) |

| 15 de maig de 2008 - 20:45 |           |               |                               |
| San Lorenzo                | 1-1 (1-1) | Liga de Quito | Pedro Bidegain (Buenos Aires) |
| González 38'               |           | Bieler 35'    | Pedro Bidegain (Buenos Aires) |

| 22 de maig de 2008 - 20:45 |                      |               |                     |
| Liga de Quito              | 1-1 (1-0) penals 6-4 | San Lorenzo   | Casa Blanca (Quito) |
| Manso 26'                  |                      | Bergessio 47' | Casa Blanca (Quito) |

## Semifinals
| 28 de maig de 2008 - 20:45 |           |               |                          |
| América                    | 1-1 (0-0) | Liga de Quito | Azteca (Ciutat de Mèxic) |
| Esqueda 73'                |           | Bolaños 62'   | Azteca (Ciutat de Mèxic) |

| 5 de juny de 2008 - 20:45 |     |         |                     |
| Liga de Quito             | 0-0 | América | Casa Blanca (Quito) |
|                           |     |         | Casa Blanca (Quito) |

| 29 de maig de 2008 - 20:45 |           |                        |                             |
| Boca Juniors               | 2-2 (1-1) | Fluminense             | La Bombonera (Buenos Aires) |
| Riquelme 12', 65'          |           | Emiliano 16' Neves 76' | La Bombonera (Buenos Aires) |

| 4 de juny de 2008 - 20:45           |           |              |                           |
| Fluminense                          | 3-1 (0-0) | Boca Juniors | Maracanã (Rio de Janeiro) |
| Cerqueira 63' Leonardo 71' Dodo 90' |           | Palermo 58'  | Maracanã (Rio de Janeiro) |

## Final
| 25 de juny de 2008 - 20:45                  |           |                     |                     |
| Liga de Quito                               | 4-2 (4-1) | Fluminense          | Casa Blanca (Quito) |
| Bieler 2' Gueron 29' Campos 33' Urrutia 45' |           | Conca 12' Neves 52' | Casa Blanca (Quito) |

| 2 de juliol de 2008 - 20:45 |                      |               |                           |
| Fluminense                  | 3-1 (2-1) penals 1-3 | Liga de Quito | Maracanã (Rio de Janeiro) |
| Neves 12', 28', 56'         |                      | Bolaños 6'    | Maracanã (Rio de Janeiro) |

## Quadre resum
|  | Vuitens de final     | Vuitens de final      |                        |      | Quarts de final | Quarts de final |  |  | Semifinals | Semifinals |  |  | Final | Final |
|  |                      |                       |                        |      |                 |                 |  |  |            |            |  |  |       |       |
|  | 30 d'abril-7 de maig |                       |                        |      |                 |                 |  |  |            |            |  |  |       |       |
|  |                      |                       |                        |      |                 |                 |  |  |            |            |  |  |       |       |
|  | Nacional             | 0                     |                        |      |                 |                 |  |  |            |            |  |  |       |       |
|  | Nacional             | 0                     | 14 de maig-21 de maig  |      |                 |                 |  |  |            |            |  |  |       |       |
|  | São Paulo FC         | 2                     |                        |      |                 |                 |  |  |            |            |  |  |       |       |
|  | São Paulo FC         | 2                     | São Paulo FC           | 2    |                 |                 |  |  |            |            |  |  |       |       |
|  | 30 d'abril-6 de maig |                       | São Paulo FC           | 2    |                 |                 |  |  |            |            |  |  |       |       |
|  |                      | Fluminense            | 3                      |      |                 |                 |  |  |            |            |  |  |       |       |
|  | Atlético Nacional    | Fluminense            | 3                      | 1    |                 |                 |  |  |            |            |  |  |       |       |
|  | Atlético Nacional    |                       | 28 de maig-4 de juny   | 1    |                 |                 |  |  |            |            |  |  |       |       |
|  | Fluminense           | 3                     |                        |      |                 |                 |  |  |            |            |  |  |       |       |
|  | Fluminense           | 3                     | Fluminense             | 5    |                 |                 |  |  |            |            |  |  |       |       |
|  | 30 d'abril-7 de maig |                       | Fluminense             | 5    |                 |                 |  |  |            |            |  |  |       |       |
|  |                      | Boca Juniors          | 3                      |      |                 |                 |  |  |            |            |  |  |       |       |
|  | Boca Juniors         | Boca Juniors          | 3                      | 4    |                 |                 |  |  |            |            |  |  |       |       |
|  | Boca Juniors         | 14 de maig-21 de maig |                        | 4    |                 |                 |  |  |            |            |  |  |       |       |
|  | Cruzeiro             | 2                     |                        |      |                 |                 |  |  |            |            |  |  |       |       |
|  | Cruzeiro             | 2                     | Boca Juniors           | 5    |                 |                 |  |  |            |            |  |  |       |       |
|  | 29 d'abril-6 de maig |                       | Boca Juniors           | 5    |                 |                 |  |  |            |            |  |  |       |       |
|  |                      | Atlas                 | 2                      |      |                 |                 |  |  |            |            |  |  |       |       |
|  | Lanús                | Atlas                 | 2                      | 2    |                 |                 |  |  |            |            |  |  |       |       |
|  | Lanús                |                       | 25 de juny-2 de juliol | 2    |                 |                 |  |  |            |            |  |  |       |       |
|  | Atlas                | 3                     |                        |      |                 |                 |  |  |            |            |  |  |       |       |
|  | Atlas                | 3                     | Fluminense             | 4(1) |                 |                 |  |  |            |            |  |  |       |       |
|  | 30 d'abril-7 de maig |                       | Fluminense             | 4(1) |                 |                 |  |  |            |            |  |  |       |       |
|  |                      | Liga de Quito         | 4(3)                   |      |                 |                 |  |  |            |            |  |  |       |       |
|  | América              | Liga de Quito         | 4(3)                   | 5    |                 |                 |  |  |            |            |  |  |       |       |
|  | América              | 15 de maig-22 de maig |                        | 5    |                 |                 |  |  |            |            |  |  |       |       |
|  | Flamengo             | 4                     |                        |      |                 |                 |  |  |            |            |  |  |       |       |
|  | Flamengo             | 4                     | América                | 2    |                 |                 |  |  |            |            |  |  |       |       |
|  | 1-8 de maig          |                       | América                | 2    |                 |                 |  |  |            |            |  |  |       |       |
|  |                      | Santos FC             | 1                      |      |                 |                 |  |  |            |            |  |  |       |       |
|  | Santos FC            | Santos FC             | 1                      | 4    |                 |                 |  |  |            |            |  |  |       |       |
|  | Santos FC            |                       | 28 de maig-4 de juny   | 4    |                 |                 |  |  |            |            |  |  |       |       |
|  | Cúcuta Deportivo     | 0                     |                        |      |                 |                 |  |  |            |            |  |  |       |       |
|  | Cúcuta Deportivo     | 0                     | América                | 1    |                 |                 |  |  |            |            |  |  |       |       |
|  | 30 d'abril-8 de maig |                       | América                | 1    |                 |                 |  |  |            |            |  |  |       |       |
|  |                      | Liga de Quito         | 1                      |      |                 |                 |  |  |            |            |  |  |       |       |
|  | San Lorenzo          | Liga de Quito         | 1                      | 4    |                 |                 |  |  |            |            |  |  |       |       |
|  | San Lorenzo          | 15 de maig-22 de maig |                        | 4    |                 |                 |  |  |            |            |  |  |       |       |
|  | River Plate          | 3                     |                        |      |                 |                 |  |  |            |            |  |  |       |       |
|  | River Plate          | 3                     | San Lorenzo            | 2(4) |                 |                 |  |  |            |            |  |  |       |       |
|  | 29 d'abril-6 de maig |                       | San Lorenzo            | 2(4) |                 |                 |  |  |            |            |  |  |       |       |
|  |                      | Liga de Quito         | 2(6)                   |      |                 |                 |  |  |            |            |  |  |       |       |
|  | Liga de Quito        | Liga de Quito         | 2(6)                   | 3    |                 |                 |  |  |            |            |  |  |       |       |
|  | Liga de Quito        |                       |                        | 3    |                 |                 |  |  |            |            |  |  |       |       |
|  | Estudiantes          | 2                     |                        |      |                 |                 |  |  |            |            |  |  |       |       |
|  | Estudiantes          | 2                     |                        |      |                 |                 |  |  |            |            |  |  |       |       |